# Goeppertia
Goeppertia Nees, 1831 è un genere di piante angiosperme della famiglia Marantaceae, diffuso nell'ecozona neotropicale.
Il nome del genere è un omaggio al botanico tedesco Heinrich Göppert (1800–1884).

## Tassonomia
Il genere comprende 243 specie, molte delle quali in precedenza assegnate al genere Calathea:

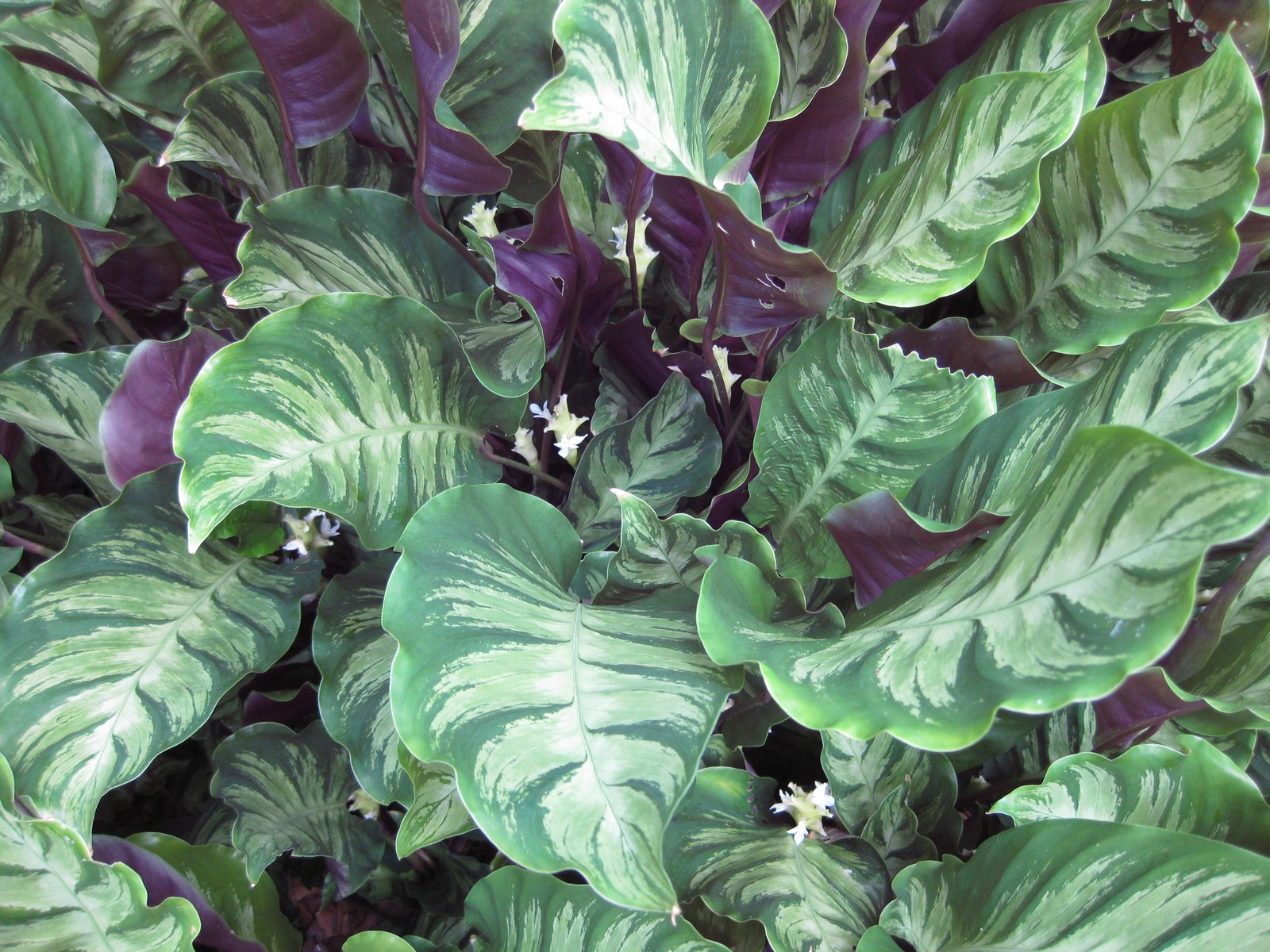
Goeppertia albertii

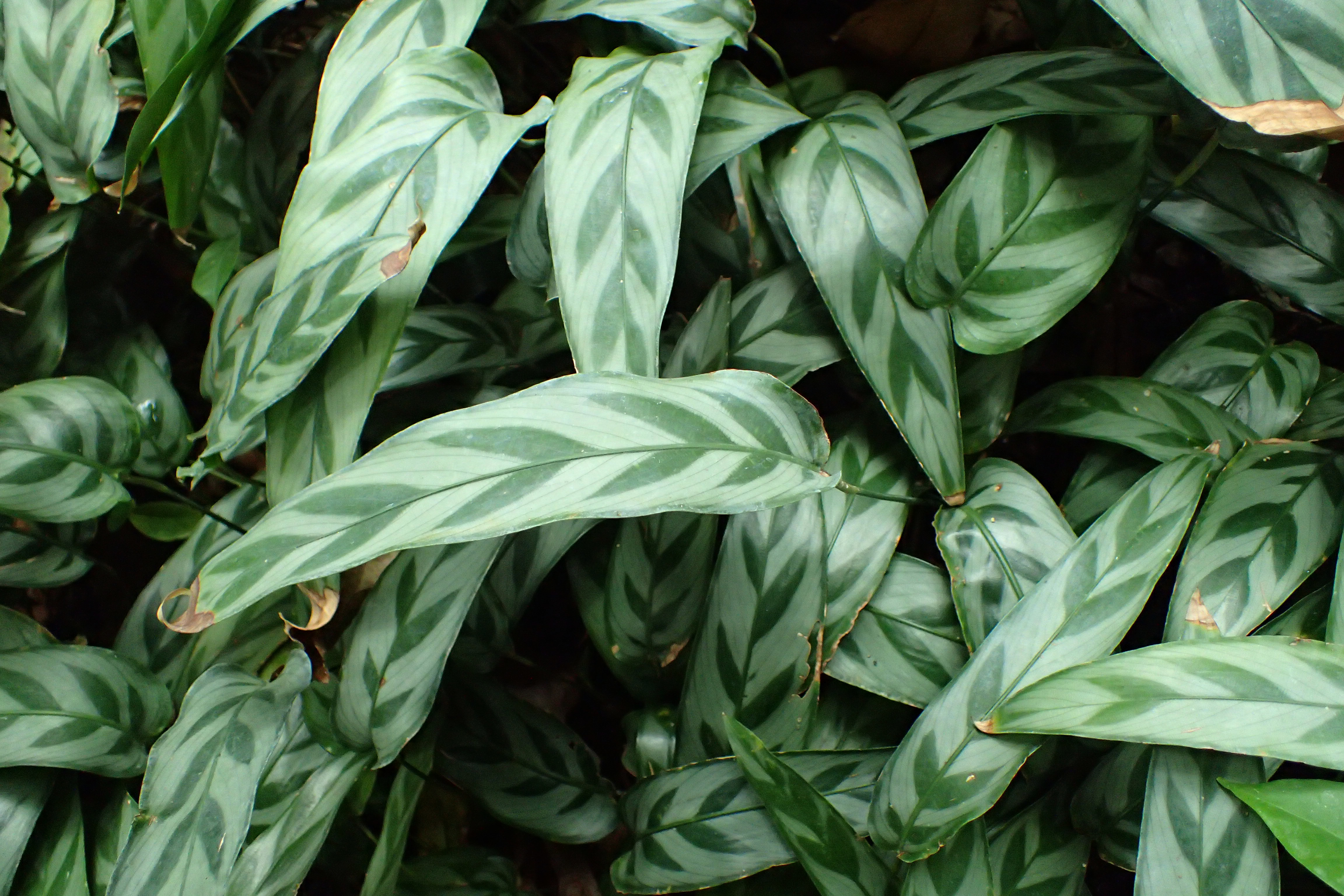
Goeppertia bachemiana

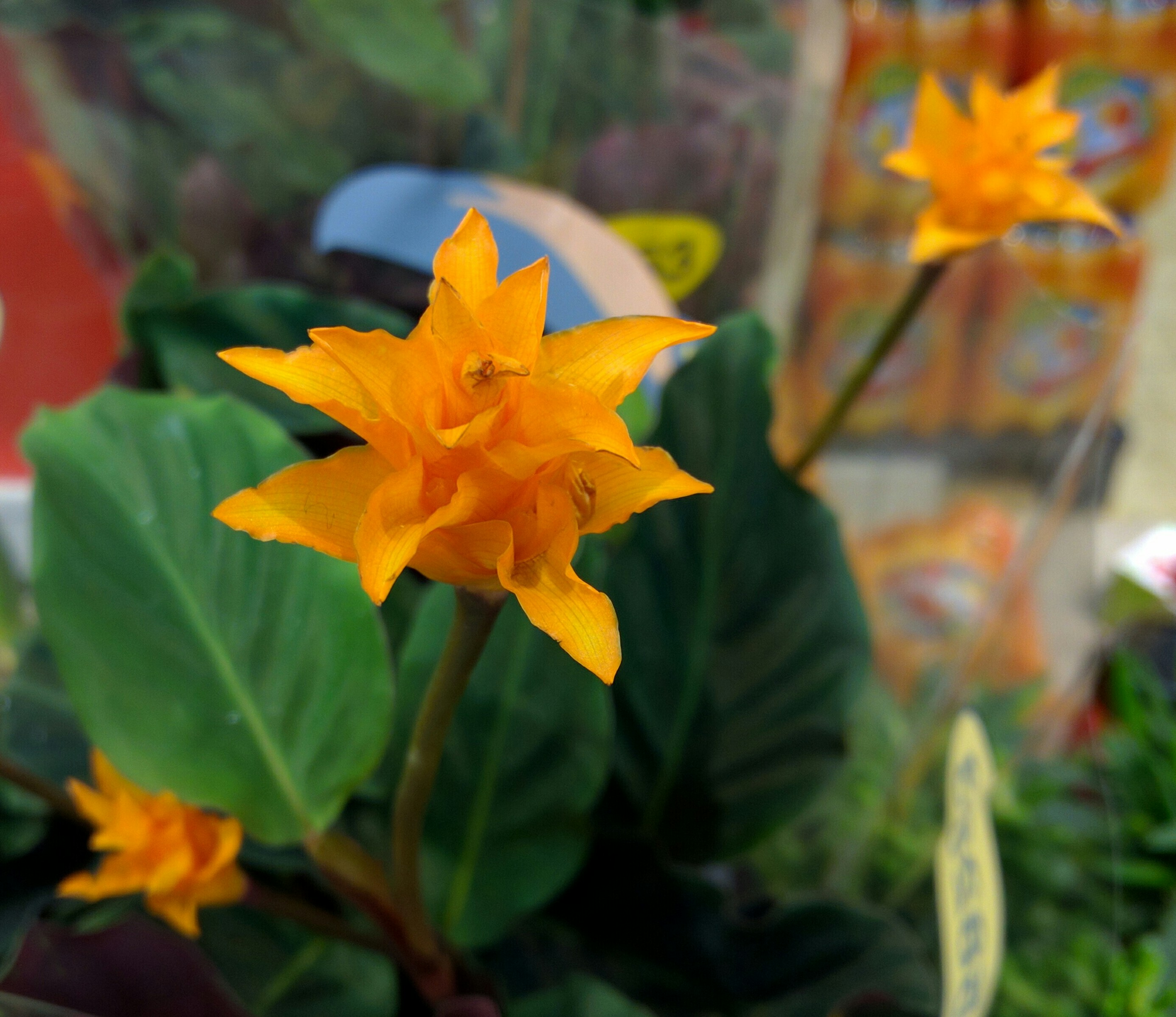
Goeppertia crocata

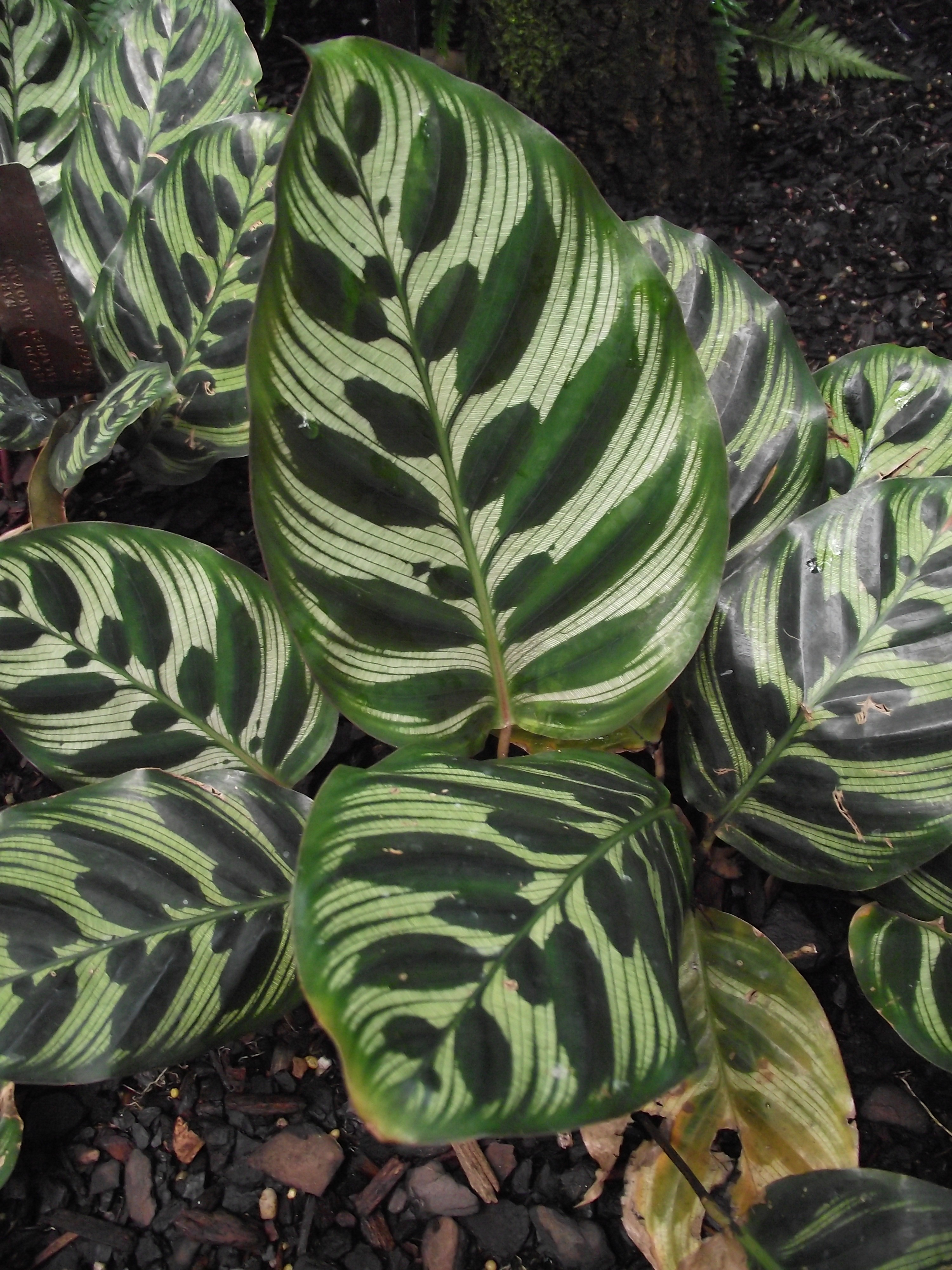
Goeppertia makoyana

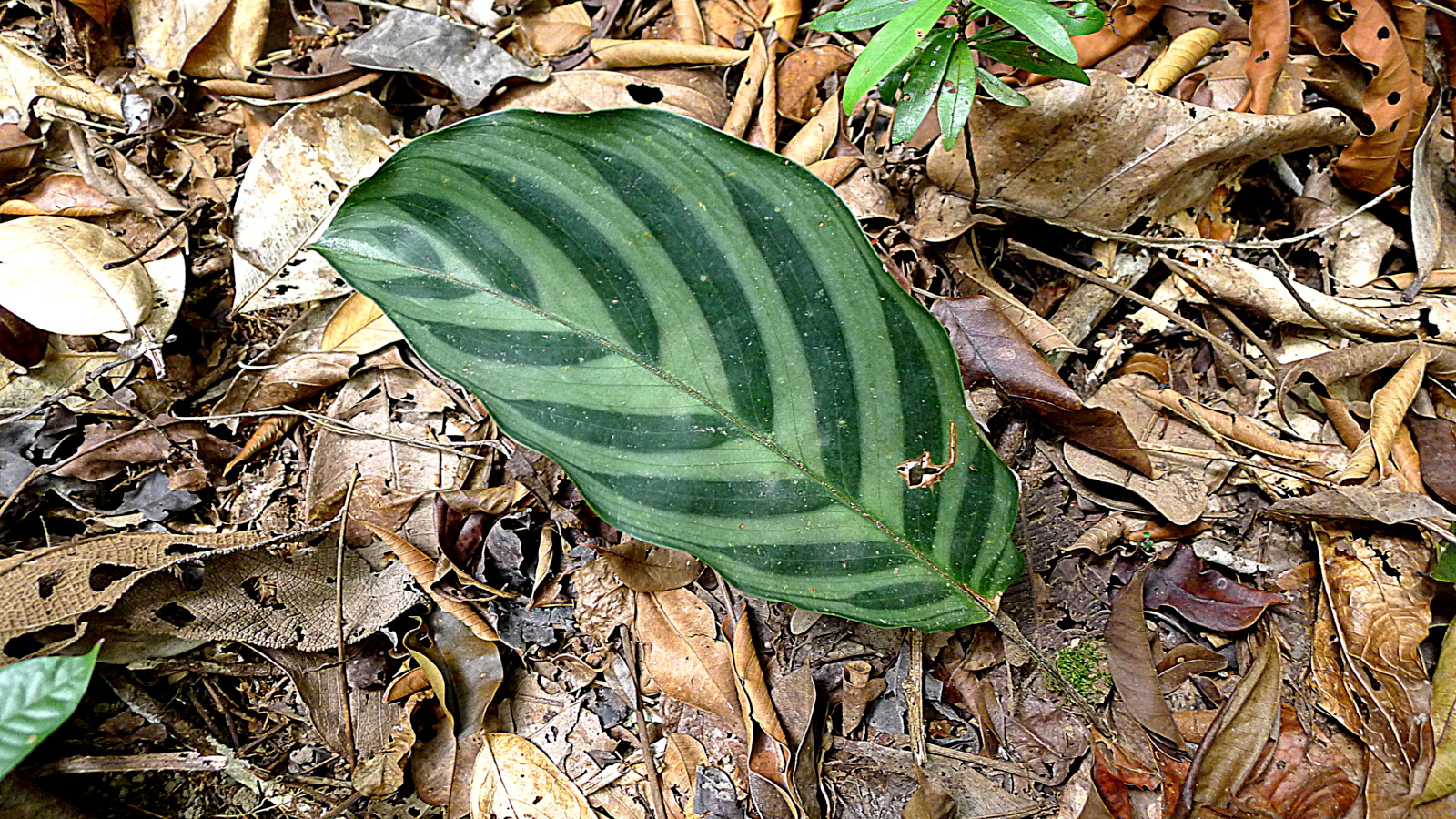
Goeppertia mirabilis

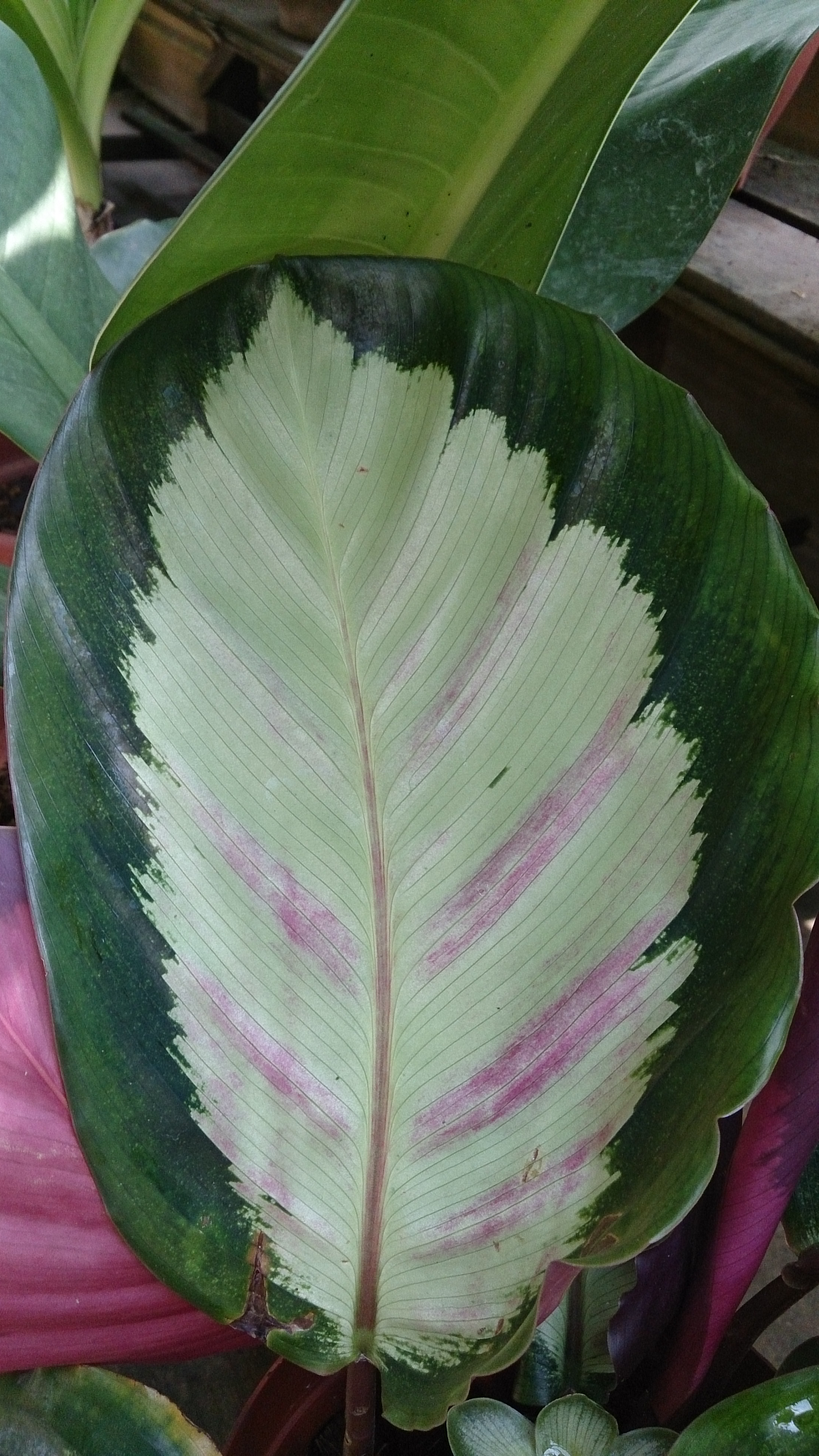
Goeppertia picturata

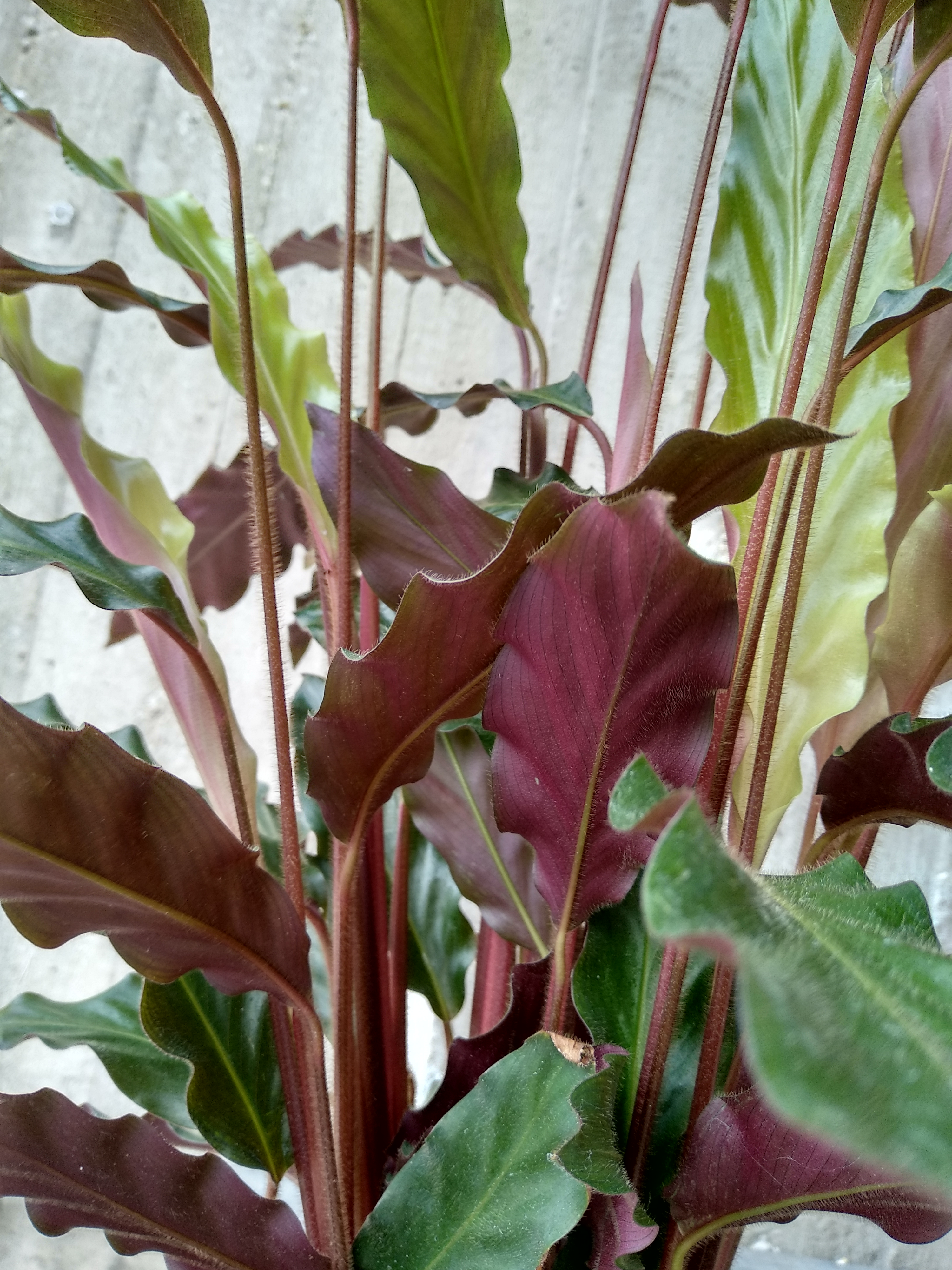
Goeppertia rufibarba

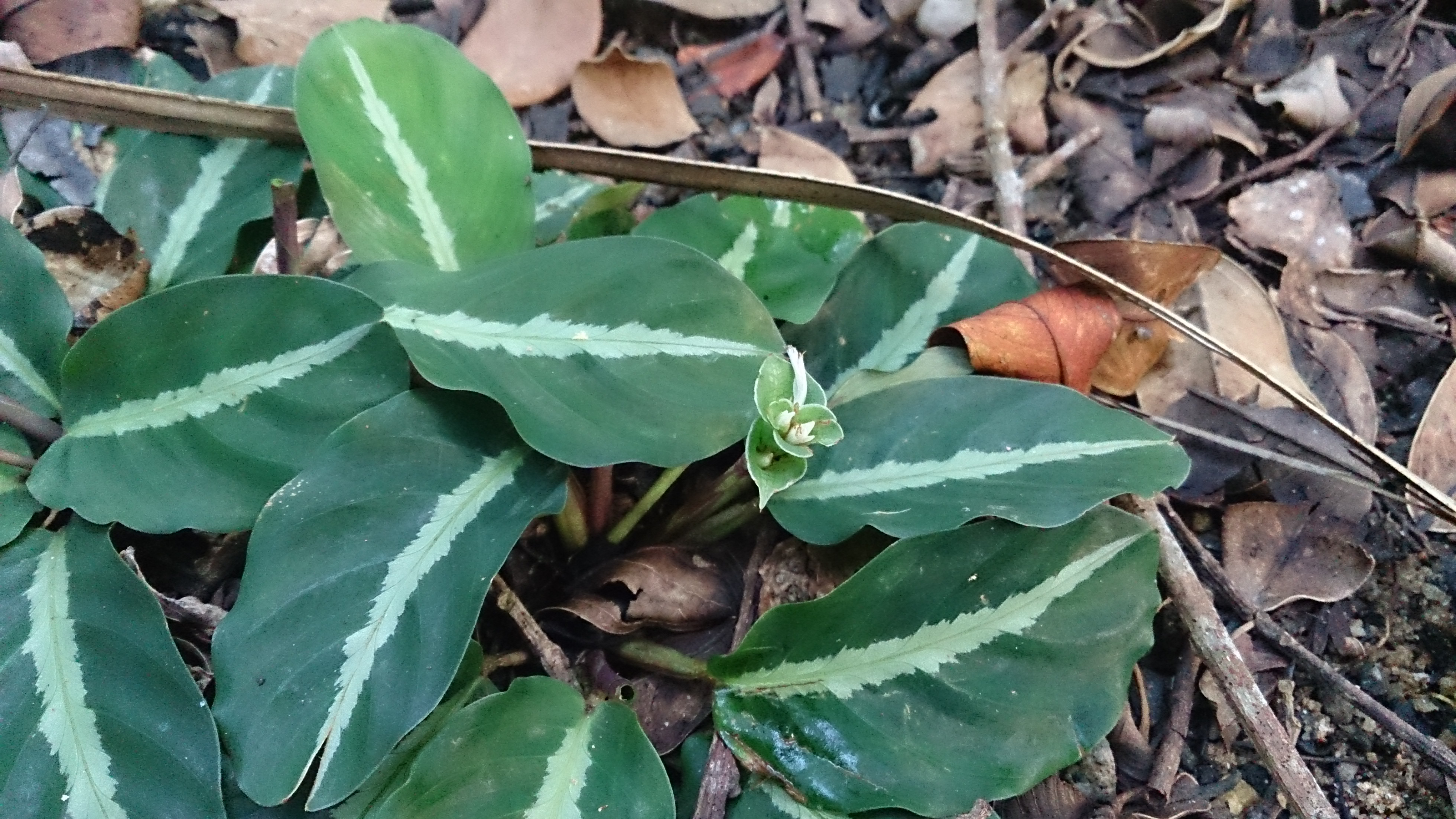
Goeppertia undulata

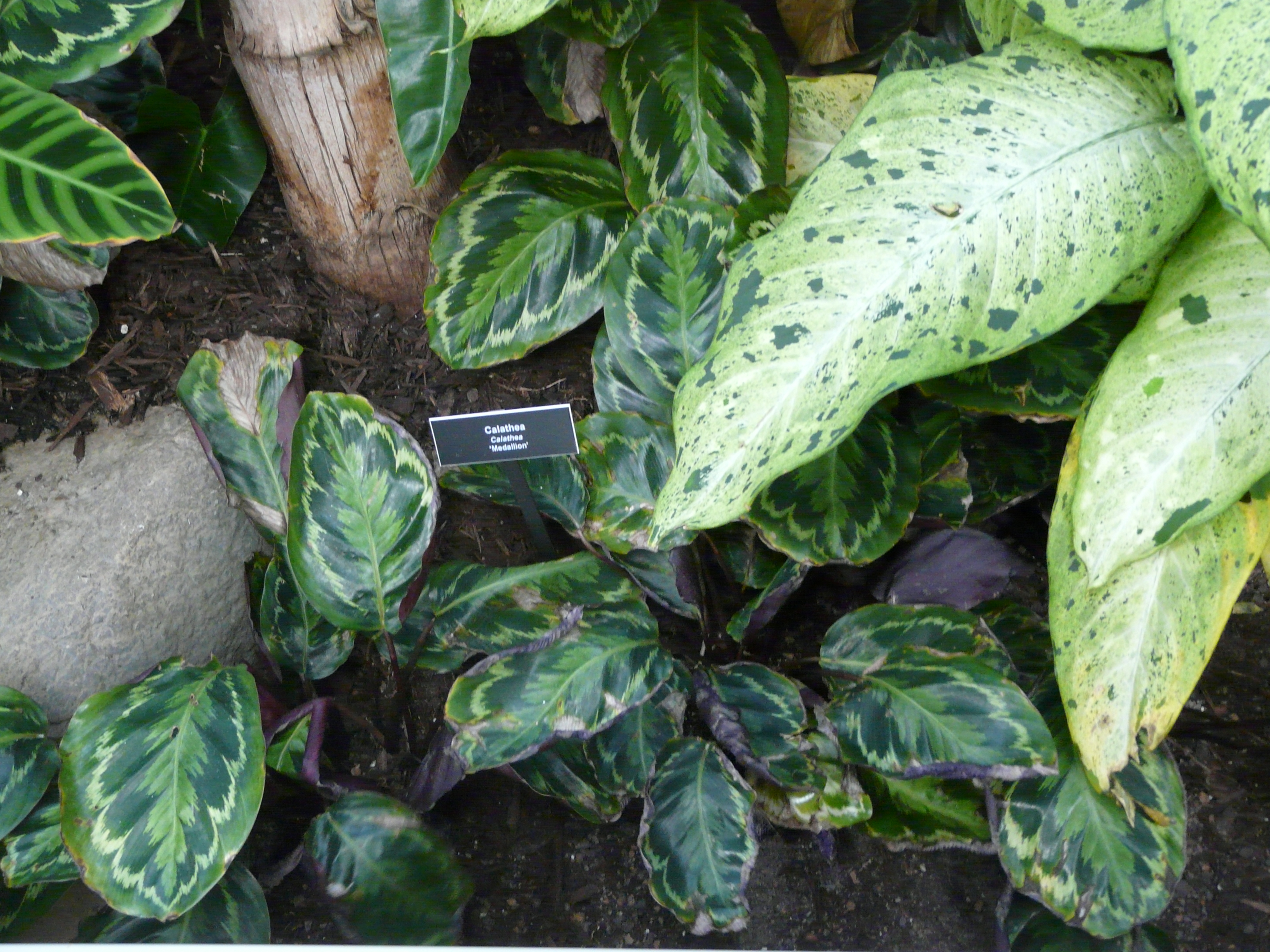
Goeppertia veitchiana

- Goeppertia ackermannii (Körn.) Borchs. & S.Suárez
- Goeppertia acuminata (Steyerm.) Borchs. & S.Suárez
- Goeppertia aemula (Körn.) Borchs. & S.Suárez
- Goeppertia affinis (Fenzl ex Regel) Borchs. & S.Suárez
- Goeppertia albertii (L.H.Bailey & Raffill) Borchs. & S.Suárez
- Goeppertia albovaginata (K.Koch & Linden) Borchs. & S.Suárez
- Goeppertia allenii (Woodson) Borchs. & S.Suárez
- Goeppertia allouia (Aubl.) Borchs. & S.Suárez
- Goeppertia altissima (Poepp. & Endl.) Borchs. & S.Suárez
- Goeppertia amazonica (H.Kenn.) Borchs. & S.Suárez
- Goeppertia angustifolia (Körn.) Borchs. & S.Suárez
- Goeppertia annae (H.Kenn. & J.M.A.Braga) Borchs. & S.Suárez
- Goeppertia applicata (Jacob-Makoy ex É.Morren) Borchs. & S.Suárez
- Goeppertia argyraea (Linden ex J.Dix) Borchs. & S.Suárez
- Goeppertia argyrophylla (Linden ex K.Koch) Borchs. & S.Suárez
- Goeppertia arrabidae (Körn.) Borchs. & S.Suárez
- Goeppertia atropurpurea (Matuda) Borchs. & S.Suárez
- Goeppertia attenuata (H.Kenn.) Borchs. & S.Suárez
- Goeppertia bachemiana (É.Morren) Borchs. & S.Suárez
- Goeppertia bantae (H.Kenn.) Borchs. & S.Suárez
- Goeppertia baraquinii (Lem.) Borchs. & S.Suárez
- Goeppertia barbata (Petersen) Borchs. & S.Suárez
- Goeppertia basiflora (H.Kenn.) J.M.A.Braga
- Goeppertia bellula (Linden) Borchs. & S.Suárez
- Goeppertia brasiliensis (Körn.) Borchs. & S.Suárez
- Goeppertia brevipes (Körn.) Borchs. & S.Suárez
- Goeppertia brunnescens (K.Koch) Borchs. & S.Suárez
- Goeppertia buchtienii (Pax) Borchs. & S.Suárez
- Goeppertia burle-marxii (H.Kenn.) Borchs. & S.Suárez
- Goeppertia cannoides (Nicolson, Steyerm. & Sivad.) Borchs. & S.Suárez
- Goeppertia capitata (Ruiz & Pav.) Borchs. & S.Suárez
- Goeppertia caquetensis (S.Suárez & Galeano) Borchs. & S.Suárez
- Goeppertia carolineae (H.Kenn.) J.M.A.Braga
- Goeppertia cataractarum (K.Schum.) Borchs. & S.Suárez
- Goeppertia chimboracensis (Linden) Borchs. & S.Suárez
- Goeppertia chrysoleuca (Poepp. & Endl.) Borchs. & S.Suárez
- Goeppertia cinerea (Regel) Borchs. & S.Suárez
- Goeppertia cleistantha (Standl.) Borchs. & S.Suárez
- Goeppertia clivorum (H.Kenn.) Borchs. & S.Suárez
- Goeppertia coccinea (Standl. & Steyerm.) Borchs. & S.Suárez
- Goeppertia colombiana (L.B.Sm. & Idrobo) Borchs. & S.Suárez
- Goeppertia colorata (Hook.) Borchs. & S.Suárez
- Goeppertia communis (Wand. & S.Vieira) Borchs. & S.Suárez
- Goeppertia comosa (L.f.) Borchs. & S.Suárez
- Goeppertia compacta (S.Suárez & Galeano) Borchs. & S.Suárez
- Goeppertia concinna (W.Bull) Borchs. & S.Suárez
- Goeppertia concolor (Eichler ex Petersen) Borchs. & S.Suárez
- Goeppertia contrafenestra (H.Kenn.) Borchs. & S.Suárez
- Goeppertia coriacea (H.Kenn.) Borchs. & S.Suárez
- Goeppertia crocata (É.Morren & Joriss.) Borchs. & S.Suárez
- Goeppertia cuneata (H.Kenn.) Borchs. & S.Suárez
- Goeppertia curaraya (H.Kenn.) Borchs. & S.Suárez
- Goeppertia cyclophora (Baker) Borchs. & S.Suárez
- Goeppertia cylindrica (Roscoe) Borchs. & S.Suárez
- Goeppertia densa (K.Koch & Linden) Borchs. & S.Suárez
- Goeppertia dicephala (Poepp. & Endl.) Borchs. & S.Suárez
- Goeppertia dilabens (L.Andersson & H.Kenn.) Borchs. & S.Suárez
- Goeppertia dodsonii (H.Kenn.) Borchs. & S.Suárez
- Goeppertia donnell-smithii (K.Schum.) Borchs. & S.Suárez
- Goeppertia dorothyae (J.M.A.Braga & H.Kenn.) J.M.A.Braga
- Goeppertia dressleri (H.Kenn.) Borchs. & S.Suárez
- Goeppertia dryadica (J.M.A.Braga) Borchs. & S.Suárez
- Goeppertia eburnea (André & Linden) Borchs. & S.Suárez
- Goeppertia ecuadoriana (H.Kenn.) Borchs. & S.Suárez
- Goeppertia effusa Saka & Lombardi
- Goeppertia eichleri (Petersen) Borchs. & S.Suárez
- Goeppertia elegans (H.Kenn.) Borchs. & S.Suárez
- Goeppertia elliptica (Roscoe) Borchs. & S.Suárez
- Goeppertia enclitica (J.F.Macbr.) Borchs. & S.Suárez
- Goeppertia erecta (L.Andersson & H.Kenn.) Borchs. & S.Suárez
- Goeppertia eximia (K.Koch & C.D.Bouché) Borchs. & S.Suárez
- Goeppertia exscapa (Poepp. & Endl.) Borchs. & S.Suárez
- Goeppertia fasciata (Linden ex K.Koch) Borchs. & S.Suárez
- Goeppertia fatimae (H.Kenn. & J.M.A.Braga) Borchs. & S.Suárez
- Goeppertia flavescens (Lindl.) Borchs. & S.Suárez
- Goeppertia foliosa (Rowlee ex Woodson & Schery) Borchs. & S.Suárez
- Goeppertia fragilis (Gleason) Borchs. & S.Suárez
- Goeppertia fucata (H.Kenn.) Borchs. & S.Suárez
- Goeppertia gandersii (H.Kenn.) Borchs. & S.Suárez
- Goeppertia gardneri (Baker) Borchs. & S.Suárez
- Goeppertia gloriana (H.Kenn.) Borchs. & S.Suárez
- Goeppertia gordonii (H.Kenn.) F.Silva & J.M.A.Braga
- Goeppertia grandis (Petersen) Borchs. & S.Suárez
- Goeppertia granvillei (L.Andersson & H.Kenn.) Borchs. & S.Suárez
- Goeppertia grazielae (H.Kenn. & J.M.A.Braga) Borchs. & S.Suárez
- Goeppertia guianensis (Klotzsch ex Benth. & Hook.f.) Borchs. & S.Suárez
- Goeppertia gymnocarpa (H.Kenn.) Borchs. & S.Suárez
- Goeppertia hammelii (H.Kenn.) Borchs. & S.Suárez
- Goeppertia hieroglyphica (Linden & André) Borchs. & S.Suárez
- Goeppertia humilis (S.Moore) Borchs. & S.Suárez
- Goeppertia hylaeanthoides (H.Kenn.) Borchs. & S.Suárez
- Goeppertia incompta (H.Kenn.) Borchs. & S.Suárez
- Goeppertia indecora (Woodson) Borchs. & S.Suárez
- Goeppertia inocephala (Kuntze) Borchs. & S.Suárez
- Goeppertia insignis (W.Bull ex W.E.Marshall) J.M.A.Braga, L.J.T.Cardoso & R.Couto
- Goeppertia jagoriana (Regel) Borchs. & S.Suárez
- Goeppertia jocosa (J.F.Macbr.) Borchs. & S.Suárez
- Goeppertia joffilyana (J.M.A.Braga) Borchs. & S.Suárez
- Goeppertia kappleriana (Körn. ex Horan.) Borchs. & S.Suárez
- Goeppertia kegeljanii (É.Morren) Saka
- Goeppertia killipii (L.B.Sm. & Idrobo) Borchs. & S.Suárez
- Goeppertia koernickeana (Regel) J.M.A.Braga
- Goeppertia kummeriana (É.Morren) Borchs. & S.Suárez
- Goeppertia laetevirens (Huber) Borchs. & S.Suárez
- Goeppertia lagoagriana (H.Kenn.) Borchs. & S.Suárez
- Goeppertia lanata (Petersen) Borchs. & S.Suárez
- Goeppertia lasiophylla (H.Kenn.) Borchs. & S.Suárez
- Goeppertia lasseriana (Steyerm.) Borchs. & S.Suárez
- Goeppertia latifolia (Willd. ex Link) Borchs. & S.Suárez
- Goeppertia legrelleana (Linden) Borchs. & S.Suárez
- Goeppertia leonae (Sander) Borchs. & S.Suárez
- Goeppertia leonoriae (Lascur., H.Oliva & Avendaño) Borchs. & S.Suárez
- Goeppertia leucostachys (Hook.f.) Borchs. & S.Suárez
- Goeppertia libbyana (H.Kenn.) Borchs. & S.Suárez
- Goeppertia liesneri (H.Kenn.) Borchs. & S.Suárez
- Goeppertia lietzei (É.Morren) Saka
- Goeppertia lindbergii (Petersen) Borchs. & S.Suárez
- Goeppertia lindeniana (Wallis) Borchs. & S.Suárez
- Goeppertia lindmanii (K.Schum.) Borchs. & S.Suárez
- Goeppertia littoralis (Körn.) Borchs. & S.Suárez
- Goeppertia loeseneri (J.F.Macbr.) Borchs. & S.Suárez
- Goeppertia longibracteata (Lindl.) Borchs. & S.Suárez
- Goeppertia longiflora (H.Kenn.) Borchs. & S.Suárez
- Goeppertia longipetiolata (H.Kenn.) Borchs. & S.Suárez
- Goeppertia louisae (Gagnep.) Borchs. & S.Suárez
- Goeppertia luciani (Linden) Borchs. & S.Suárez
- Goeppertia maasiorum (H.Kenn.) Borchs. & S.Suárez
- Goeppertia macilenta (Lindl.) Borchs. & S.Suárez
- Goeppertia macrosepala (K.Schum.) Borchs. & S.Suárez
- Goeppertia majestica (Linden) Borchs. & S.Suárez
- Goeppertia makoyana (É.Morren) Borchs. & S.Suárez
- Goeppertia mandioccae (Körn.) Borchs. & S.Suárez
- Goeppertia mansoi (Körn.) Borchs. & S.Suárez
- Goeppertia marantifolia (Standl.) Borchs. & S.Suárez
- Goeppertia martinicensis (Urb.) Borchs. & S.Suárez
- Goeppertia matudae (H.Kenn. & Ganders) Borchs. & S.Suárez
- Goeppertia mediopicta (Jacob-Makoy ex É.Morren) Borchs. & S.Suárez
- Goeppertia mendesiana Saka & Popovkin
- Goeppertia metallica (Planch. & Linden) Borchs. & S.Suárez
- Goeppertia micans (L.Mathieu) Borchs. & S.Suárez
- Goeppertia microcephala (Poepp. & Endl.) Borchs. & S.Suárez
- Goeppertia mirabilis (Jacob-Makoy ex É.Morren) Borchs. & S.Suárez
- Goeppertia misantlensis (Lascur.) Borchs. & S.Suárez
- Goeppertia mishuyacu (J.F.Macbr.) Borchs. & S.Suárez
- Goeppertia modesta (Brongn. ex Gris) Borchs. & S.Suárez
- Goeppertia monophylla (Vell.) Borchs. & S.Suárez
- Goeppertia multicincta (H.Kenn.) Borchs. & S.Suárez
- Goeppertia neblinensis (H.Kenn.) Borchs. & S.Suárez
- Goeppertia neoviedii (Petersen) Borchs. & S.Suárez
- Goeppertia nidulans (L.B.Sm. & Idrobo) Borchs. & S.Suárez
- Goeppertia nigricans (Gagnep.) Borchs. & S.Suárez
- Goeppertia nigrocostata (Linden & André) Borchs. & S.Suárez
- Goeppertia nitidifolia (H.Kenn.) Borchs. & S.Suárez
- Goeppertia nobilis (K.Koch) Borchs. & S.Suárez
- Goeppertia oblonga (Mart.) Borchs. & S.Suárez
- Goeppertia orbifolia (Linden) Borchs. & S.Suárez
- Goeppertia ornata (Linden) Borchs. & S.Suárez
- Goeppertia ovandensis (Matuda) Borchs. & S.Suárez
- Goeppertia ovata (Nees & Mart.) Borchs. & S.Suárez
- Goeppertia pachystachya (Poepp. & Endl.) Borchs. & S.Suárez
- Goeppertia pacifica (Linden & André) Borchs. & S.Suárez
- Goeppertia pallidicosta (H.Kenn.) Borchs. & S.Suárez
- Goeppertia panamensis (Rowlee) Borchs. & S.Suárez
- Goeppertia paucifolia (H.Kenn.) Borchs. & S.Suárez
- Goeppertia pavonii (Körn.) Borchs. & S.Suárez
- Goeppertia pavonina (K.Koch & Linden) Borchs. & S.Suárez
- Goeppertia pearcei (Rusby) Borchs. & S.Suárez
- Goeppertia peregrina (H.Kenn.) J.M.A.Braga
- Goeppertia peruviana (Körn.) Borchs. & S.Suárez
- Goeppertia petersenii (Eggers) Borchs. & S.Suárez
- Goeppertia picturata (K.Koch & Linden) Borchs. & S.Suárez
- Goeppertia pittieri (K.Schum.) Borchs. & S.Suárez
- Goeppertia plicata (H.Kenn.) Borchs. & S.Suárez
- Goeppertia poeppigiana (Loes. ex H.Kenn.) Borchs. & S.Suárez
- Goeppertia porphyrocaulis (W.Bull) Borchs. & S.Suárez
- Goeppertia portobelensis (H.Kenn.) Borchs. & S.Suárez
- Goeppertia praecox (S.Moore) Borchs. & S.Suárez
- Goeppertia prolifera (Vell.) Borchs. & S.Suárez
- Goeppertia propinqua (Poepp. & Endl.) Borchs. & S.Suárez
- Goeppertia pruinata (W.Bull) Borchs. & S.Suárez
- Goeppertia pseudoveitchiana (H.Kenn.) Borchs. & S.Suárez
- Goeppertia pulchella Borchs. & S.Suárez
- Goeppertia pumila (Vell.) Borchs. & S.Suárez
- Goeppertia regalis (Rollison ex Lem.) Borchs. & S.Suárez
- Goeppertia reginae (J.M.A.Braga) Borchs. & S.Suárez
- Goeppertia rhizanthoides (H.Kenn.) J.M.A.Braga
- Goeppertia robin-fosteri (H.Kenn.) Borchs. & S.Suárez
- Goeppertia robiniae (H.Kenn.) Borchs. & S.Suárez
- Goeppertia rodeckiana (K.Schum.) Borchs. & S.Suárez
- Goeppertia roseobracteata (H.Kenn.) Borchs. & S.Suárez
- Goeppertia roseopicta (Linden ex Lem.) Borchs. & S.Suárez
- Goeppertia rossii (Körn.) Borchs. & S.Suárez
- Goeppertia rufibarba (Fenzl) Borchs. & S.Suárez
- Goeppertia sanderiana (Sander) Borchs. & S.Suárez
- Goeppertia saxicola (Hoehne) Borchs. & S.Suárez
- Goeppertia schunkei (H.Kenn.) Borchs. & S.Suárez
- Goeppertia sciuroides (Petersen) Borchs. & S.Suárez
- Goeppertia selbyana (H.Kenn.) Borchs. & S.Suárez
- Goeppertia sellowii (Körn.) Borchs. & S.Suárez
- Goeppertia silvicola (H.Kenn.) Borchs. & S.Suárez
- Goeppertia silvosa (J.F.Macbr.) Borchs. & S.Suárez
- Goeppertia singularis (H.Kenn.) Borchs. & S.Suárez
- Goeppertia soconuscum (Matuda) Borchs. & S.Suárez
- Goeppertia sophiae (Huber) Borchs. & S.Suárez
- Goeppertia sousandradeana (H.Kenn. & Ganders) Borchs. & S.Suárez
- Goeppertia sphaerocephala (K.Schum.) Borchs. & S.Suárez
- Goeppertia splendida (Lem.) Borchs. & S.Suárez
- Goeppertia squarrosa (L.Andersson & H.Kenn.) Borchs. & S.Suárez
- Goeppertia standleyi (J.F.Macbr.) Borchs. & S.Suárez
- Goeppertia steyermarkii (H.Kenn. & Nagata) Borchs. & S.Suárez
- Goeppertia straminea (Petersen) Borchs. & S.Suárez
- Goeppertia stromanthifolia (Rusby) Borchs. & S.Suárez
- Goeppertia subtilis (S.Moore) Borchs. & S.Suárez
- Goeppertia tinalandia (H.Kenn.) Borchs. & S.Suárez
- Goeppertia trichoneura (H.Kenn.) Borchs. & S.Suárez
- Goeppertia truncata (Link ex A.Dietr.) Borchs. & S.Suárez
- Goeppertia tuberosa (Vell.) Borchs. & S.Suárez
- Goeppertia ucayalina (Huber) Borchs. & S.Suárez
- Goeppertia ulotricha (J.F.Macbr.) Borchs. & S.Suárez
- Goeppertia umbrosa (Körn.) Borchs. & S.Suárez
- Goeppertia undulata (Linden & André) Borchs. & S.Suárez
- Goeppertia ursina (Standl.) Borchs. & S.Suárez
- Goeppertia vaginata (Petersen) Borchs. & S.Suárez
- Goeppertia varians (K.Koch & L.Mathieu) Borchs. & S.Suárez
- Goeppertia variegata (K.Koch) Borchs. & S.Suárez
- Goeppertia veitchiana (Veitch ex Hook.f.) Borchs. & S.Suárez
- Goeppertia velutina (Poepp. & Endl.) Borchs. & S.Suárez
- Goeppertia venusta (H.Kenn.) Borchs. & S.Suárez
- Goeppertia verapax (Donn.Sm.) Borchs. & S.Suárez
- Goeppertia verecunda (H.Kenn.) Borchs. & S.Suárez
- Goeppertia villosa (Lindl.) Borchs. & S.Suárez
- Goeppertia vinosa (H.Kenn.) Borchs. & S.Suárez
- Goeppertia violacea (Lindl.) J.M.A.Braga & F.Silva
- Goeppertia virginalis (Linden ex Regel) Borchs. & S.Suárez
- Goeppertia wallisii (Linden) Borchs. & S.Suárez
- Goeppertia warszewiczii (Lem.) Borchs. & S.Suárez
- Goeppertia whitei (Rusby) Borchs. & S.Suárez
- Goeppertia widgrenii (Körn.) Borchs. & S.Suárez
- Goeppertia williamsii (J.F.Macbr.) Borchs. & S.Suárez
- Goeppertia wiotii (É.Morren) Borchs. & S.Suárez
- Goeppertia yoshida-arnsiae N.Luna & Saka
- Goeppertia zebrina (Sims) Nees
- Goeppertia zingiberina (Körn.) Borchs. & S.Suárez